# Willmars
Willmars – miejscowość i gmina w Niemczech, w kraju związkowym Bawaria, w rejencji Dolna Frankonia, w regionie Main-Rhön, w powiecie Rhön-Grabfeld, wchodzi w skład wspólnoty administracyjnej Ostheim vor der Rhön. Leży w Rhön, około 20 km na północ od Bad Neustadt an der Saale. Gmina graniczy z Turyngią.

## Dzielnice
W skład gminy wchodzą trzy dzielnice: Filke, Völkershausen i Willmars.

## Demografia
| Rok  | Liczba mieszk. |
| ---- | -------------- |
| 1970 | 799            |
| 1987 | 673            |
| 2000 | 717            |
| 2005 | 687            |

## Polityka
Wójtem jest Reimund Voß (SPD/Wolna Grupa Wyborców). Jego poprzednikiem do 2002 był Wolf Pittorf ze Związku Obywatelskiego.

## Oświata
(na 1999)

W gminie znajduje się 25 miejsc przedszkolnych (z 26 dziećmi).